# Ментальные модели
Ментальные модели — это идеи, стратегии, способы понимания, основанные на предыдущем опыте человека, существующие в уме и направляющие его действия. Ментальные модели используются для объяснения причин и следствий, а также придания смысла жизненному опыту. Ментальные модели являются естественными и присущи каждому человеку, вне зависимости от того, осознает он это или нет. Ментальные модели не являются неизменными.

## История
Считается, что впервые термин ментальные модели использовал шотландский психолог Кеннет Крейк (англ. Kenneth Craik) в работе «Природа объяснения» (англ. The Nature of Explanation) в 1943 году. Он предположил, что мозг создает «модели действительности в уменьшенном масштабе» и использует их, чтобы предвидеть грядущие события.
Однако еще в 1927 году Жорж-Анри Люке (фр. Georges-Henri Luquet) в книге «Детский рисунок» (англ. Children's Drawings) утверждал, что дети создают «внутренние модели».
В 1983 году Филип Джонсон-Лэрд (англ. Philip Johnson-Laird) опубликовал работу «Ментальные модели» (англ. Mental Models: Towards a Cognitive Science of Language, Inference and Consciousness). В этом же году Дедре Джентнер (англ. Dedre Gentner) и Альберт Стивенс (англ. Albert Stevens) издали книгу под таким же названием — «Ментальные модели».

## Способы формирования
Ментальные модели формируются и поддерживаются с помощью 4-х основных инструментов:
- Вычеркивание — отбор определенной информации из всей потенциально доступной на основании интересов, настроения, озабоченности и бдительности.
- Конструирование — способность видеть то, чего нет, а также способность в ситуации неясности находить правдоподобные объяснения, принимая их впоследствии за реальность.
- Искажение — изменение пережитого в реальности с преуменьшением одних деталей и преувеличением других.
- Обобщение — создание ментальных моделей на основании единичного опыта, который мы склонны воспринимать как типичное явление[1].

## Виды ментальных моделей
Ментальные модели могут как способствовать развитию и обучению, так и препятствовать ему.
О наличии ограничивающих ментальных моделей говорит следующее:
- Склонность настаивать на том, что ваши идеи абсолютно соответствуют действительности;
- Ограниченный круг интересов, препятствующий получению нового опыта;
- Стремление избегать какой-либо неопределенности и как можно скорее сделать выводы;
- Постоянное уверенное использование таких слов, как «должен», «не должен», «необходимо», «недопустимо»;
- Активное использование обобщающих понятий («все», «каждый», «никто», «никогда»);
- Привычка обобщать, основываясь на единичном случае;
- Склонность винить в проблемах людей, в том числе и себя;
- Отсутствие любознательности;
- Полученный опыт не приводит к пересмотру существующих убеждений.

## Дальнейшее чтение
- Georges-Henri Luquet (2001). Children’s Drawings. Free Association Books. ISBN 1-85343-516-3
- Groesser, S.N. (2012). Mental model of dynamic systems. In N.M. Seel (Ed.). The encyclopedia of the sciences of learning (Vol. 5, pp. 2195—2200). New York: Springer.
- Groesser, S.N. & Schaffernicht, M. (2012). Mental Models of Dynamic Systems: Taking Stock and Looking Ahead. System Dynamics Review, 28(1): 46-68, Wiley.
- Johnson-Laird, P.N. 2005. The History of Mental Models
- Johnson-Laird, P.N., 2005. Mental Models, Deductive Reasoning, and the Brain
- Jones, N. A. et al. (2011). «Mental Models: an interdisciplinary synthesis of theory and methods» Ecology and Society.16 (1): 46.
- Robles-De-La-Torre, G. & Sekuler, R. (2004). «Numerically Estimating Internal Models of Dynamic Virtual Objects». In: ACM Transactions on Applied Perception 1(2), pp. 102—117.
- Sterman, John D. A Skeptic’s Guide to Computer Models, Massachusetts Institute of Technology